# Polaroid Corporation
Polaroid là công ty kỹ thuật Hoa Kỳ, nổi tiếng với dòng máy ảnh lấy liền và phim lấy liền. Công ty do Edwin H. Land thành lập vào năm 1937, chuyên về áp dụng công nghệ phân cực giấy polymer. Land trực tiếp điều hành công ty tới năm 1981, với thời kỳ cực thịnh đạt 21.000 nhân viên vào năm 1978 và doanh thu lên tới 3 tỉ $ vào năm 1991.
Khi Polaroid Corporation tuyên bố phá sản vào năm 2001, toàn bộ thương hiệu và sản phẩm của công ty này đều bị rao bán. Polaroid "thế hệ mới" ra đời ngay sau đó, nhưng cũng phá sản vào năm 2008 khi không thể tiếp tục kinh doanh. Tháng 5 năm 2017, thương hiệu và công nghệ của Polaroid Corporation được mua lại bởi Impossible Project, vốn là hãng sản xuất phim cho máy ảnh Polaroid từ năm 2008. Hãng này đổi tên thành Polaroid Originals vào tháng 9 cùng năm, trước khi chính thức trở về tên gọi ngắn gọn Polaroid vào tháng 3 năm 2020.

### Website chính thức
- Polaroid Eyewear
- The Polaroid Cube Lưu trữ ngày 24 tháng 2 năm 2018 tại Wayback Machine

#### Spinoffs
- Wideblue – Former specialist design and development department at Vale of Leven plant

Bản mẫu:Polaroid